# Twer
Twer (ros. Тверь – Twier', w 1931–1990 Калинин – Kalinin) – miasto obwodowe w Rosji, port nad Wołgą, przy ujściu Twercy. W średniowieczu był stolicą księstwa udzielnego (Księstwo twerskie).

## Historia

### Średniowieczne korzenie
Oficjalnie za rok założenia Tweru przyjmuje się rok 1135.  Pierwotnie niewielka osada kupców nowogrodzkich, w 1209 r. przeszła w ręce wielkiego księcia włodzimierskiego. W 1246 r. Aleksander Newski nadał ją swojemu młodszemu bratu Jarosławowi Jarosławiczowi (zm. 1271), z którego wywodziła się dynastia miejscowych książąt. Czterech z nich zostało zabitych przez Złotą Ordę i zostało ogłoszonych świętymi przez Rosyjską Cerkiew Prawosławną.
Księstwo Twerskie, niegdyś kraina lasów i torfowisk, szybko przekształciło się w jedno z najbogatszych i najludniejszych państw rosyjskich. Ponieważ teren ten był trudno dostępny dla najazdów tatarskich, nastąpił duży napływ ludności z niedawno zdewastowanego południa. Pod koniec stulecia rywalizowała z Moskwą o dominację w Rosji. Zarówno Twer, jak i Moskwa były miastami założonymi niedawno, więc wynik ich rywalizacji nie był pewny.

### Wielkie księstwo
Michaił Jarosławicz, książę Tweru, który wstąpił na tron Włodzimierza w 1305 roku, był jednym z najbardziej szanowanych średniowiecznych władców Rosji. Polityka otwartego konfliktu ze Złotą Ordą doprowadziła do jego tam zamachu w 1318 r. Jego następcą został jego syn Dmitrij Michajłowicz („Straszne Oczy”) i zawierając sojusz z potężnym Wielkim Księstwem Litewskim, udało mu się podnieść prestiż Tweru jeszcze wyżej.
Zirytowany wpływem Dmitrija, Iwan Kalita, książę moskiewski, zaaranżował jego morderstwo przez Mongołów w 1326 roku. Na wieść o tej zbrodni miasto zbuntowało się przeciwko Hordzie mongolskiej. Horda połączyła swoje siły z Moskalami i brutalnie stłumiła bunt. Wielu obywateli zostało zabitych, zniewolonych lub deportowanych. Był to śmiertelny cios dla dążeń Tweru do supremacji w Rosji.
W drugiej połowie XIV w. Twer został dodatkowo osłabiony przez walki dynastyczne pomiędzy jego książętami. Dwie starsze gałęzie rodu panującego, Kaszyn i Chołmski, potwierdziły swoje roszczenia do wielkiego tronu książęcego. Powodowie otrzymali wsparcie Moskwy i ostatecznie osiedlili się przed moskiewskim sądem kremlowskim.
Podczas Wielkiej Wojny Feudalnej w Wielkim Księstwie Moskiewskim Twer ponownie zyskał na znaczeniu i zawarł sojusze obronne z Litwą, Nowogrodem, Bizancjum i Złotą Ordą. Borys z Tweru wysłał jednego ze swoich ludzi, Afanasija Nikitina, aby aż do Indii szukał złota i diamentów. Dziennik podróży Nikitina, opisujący jego podróż od 1466 do 1472 roku, jest jedną z pierwszych relacji Europejczyka z pierwszej ręki o Indiach. W 1955 roku na nabrzeżu Wołgi otwarto pomnik Nikitina.

### Późniejsza historia
12 września 1485 r. wojska Iwana III zajęły miasto, co doprowadziło do jego formalnej aneksji przez Moskwę. Księstwo zostało przekazane jako przynależność synowi Iwana, Iwanowi Młodemu, by zostać zniesione kilkadziesiąt lat później. Ostatni potomkowie panującej dynastii zostali straceni przez Iwana Groźnego w czasie opriczniny. W tym burzliwym okresie Twerem rządził Symeon Bekbulatowicz, były chan Kasimowa. Jedyną pozostałością po jego efemerycznych rządach jest pełen wdzięku przypominający namiot kościół we wsi Kushalino, 28 kilometrów (17 mil) na północny wschód od Tweru.
Wiosną 1940 r. NKWD wymordował w swojej siedzibie w Twerze około 6300 polskich funkcjonariuszy Policji Państwowej, Korpusu Ochrony Pogranicza, Straży Więziennej, żołnierzy Żandarmerii Wojskowej i innych więźniów z obozu w Ostaszkowie, następnie pogrzebanych w zbiorowych mogiłach nieopodal miejscowości Miednoje. W Miednoje spoczywa 169 funkcjonariuszy, którzy służyli na terenie XII Okręgu Policji Państwowej (Pomorskiego) z siedzibą w Toruniu w okresie dwudziestolecia międzywojennego.

## Gospodarka
W mieście rozwinął się przemysł włókienniczy, maszynowy, środków transportu, chemiczny, poligraficzny, materiałów budowlanych oraz spożywczy.

## Sport
- THK Twer – klub hokejowy
  - HK MWD Bałaszycha – klub hokejowy, tymczasowy kontynuator THK Twer
- Wołga Twer – klub piłkarski
- Dinamo Kalinin – klub piłkarski

## Polacy urodzeni w Twerze
- Marian Stanisław Abramowicz – zesłaniec, bibliotekarz, archiwista,
- Jadwiga Falkowska – jedna z założycielek polskiego harcerstwa dziewcząt, harcmistrzyni Rzeczypospolitej, nauczycielka, fizyk, działaczka społeczna,
- Edward Falkowski – artysta fotografik, współzałożyciel Związku Polskich Artystów Fotografików,
- Henryk Gawarecki – historyk sztuki, bibliofil,
- Paweł Smolikowski – misjonarz, historyk, filozof, pisarz, generał zakonu Zgromadzenia Zmartwychwstańców,
- Seweryn Smolikowski – historyk filozofii, bibliofil, kolekcjoner sztuki, filantrop,
- Władysław Sołtan – prawnik, działacz państwowy II Rzeczypospolitej,
- Leonard Sosnowski – fizyk, profesor Uniwersytetu Warszawskiego,
- Bronisław Wróblewski – profesor prawa, rektor Uniwersytetu Wileńskiego, ojciec znanego polskiego malarza Andrzeja Wróblewskiego i mąż artystki Krystyny z domu Hirschberg.

## Miasta partnerskie
- Bergamo, Włochy
- Kaposvár, Węgry
- Osnabrück, Niemcy
- Wielkie Tyrnowo, Bułgaria
- Besançon, Francja
- Hämeenlinna, Finlandia
- Buffalo, Stany Zjednoczone (zawieszone[5])
- Yingkou, Chińska Republika Ludowa